# Wachtang Tschabukiani
Wachtang Tschabukiani (georgisch ვახტანგ ჭაბუკიანი; * 27. Februarjul. / 12. März 1910greg. in Tiflis; † 6. April 1992 ebenda) war ein georgischer Tänzer und Choreograph. Seine Choreographien werden der sowjetischen Periode mit ihrer Hinwendung zur Interpretation von Werken der klassischen Literatur zugerechnet.

## Leben
Tschabukiani wuchs als fünftes Kind eines Zimmermanns in ärmlichen Verhältnissen in Georgien auf. 1924 wurde er nach einer Ausbildung in mehreren Ballettschulen in die Tifliser Opern- und Ballett-Truppe aufgenommen. 1926 bis 1929 studierte er am Choreografischen Institut Leningrad und tanzte anschließend bis 1941 als Solist am Leningrader Opern- und Balletttheater. 1938 und 1939 leitete er an diesem Theater die ersten Aufführungen mit eigenen Choreographien.
1941 bis 1973 leitete Tschabukiani in Tiflis das Paliaschwili-Opern- und Balletttheater. 1950 bis 1977 unterrichtete er an der Choreographie-Fachschule als künstlerischer Leiter. 1965 bis 1970 leitete er das Rustaweli-Theaterinstitut. In den Filmen Master grusinskogo Baleta (dt. Meister des georgischen Balletts, 1955) und Othello (1960) führte er Regie.

## Leistungen
Ähnlich wie Rostislaw Sacharow und Leonid Lawrowski baute Wachtang Tschabukiani seine Stücke nach den Gesetzen des Schauspiels auf. Sie waren realistisch und großangelegt. Es entstand das sogenannte dramatische Ballett – das Ballett-Schauspiel.
1948 und 1951 wurde er mit dem Sowjetischen Staatspreis, 1958 mit dem Leninpreis ausgezeichnet. Nach seinem Tode wurde er auf dem Pantheon am Berg Mtazminda in Tiflis beigesetzt.